# Димитър Шонев
Димитър Шонев е певец и художник.

## Биография
Димитър Шонев е роден на 13 февруари 1922 г. в град Враца. През 1944 година завършва Военното на Негово Величество училище в първи офицерски чин подпоручик. През 1953 г. Димитър Шонев и още няколко ентусиасти основават Врачанската опера и оперета, на която той е и директор и където се превъплъщава в над 20 роли, между които Алфред от „Травиата“, Манрико от „Трубадур“, Херцогът на Мантоа от „Риголето“ на Верди, Пинкертон от „Мадам Бътерфлай“ на Пучини, Канио от „Палячи“ на Леонкавало, Тафило от „Графиня Марица“, Едвин от „Царицата на чардаша“ на Калман, Йенек от „Продадена невеста“ на Сметана, Парис от „Хубавата Елена“ на Офенбах, Павлин от „Българи от старо време“ на Карастоянов и други.
Изработва стотици проекти на костюми, както и сценографията на всички постановки.
На оперната сцена Шонев си партнира с Илка Попова, Лиляна Барева, Надя Афеян, Юлия Винер, Серафима Динева, Юлия Кераджиева, Лиляна Кошлукова, Тинка Краева, Петя Ламбринова, Видин Даскалов, Асен Селимски, Никола Николов, Арон Аронов, Тодор Стоев и режисьорите Мишо Хаджимишев и Людмил Кирков.
В по-късен период от живота си Шонев се отдава предимно на рисуването, прави самостоятелни изложби и участва и в общи такива, като печели множество награди и отличия. Постоянна тема в творчеството му е град Враца, Балкана и околностите. Димитър Шонев е и съосновател на „Клуба на дейците на културата“ – Враца. Той е първият носител на наградата на града за цялостно творчество. Носител на Орден „Кирил и Методий“. През 2000 година получава званието „Почетен гражданин на Враца“.
Димитър Шонев умира на 30 декември 2000 г.

## Произведения
- Картина на Димитър Шонев
- Картина на Димитър Шонев
- Картина на Димитър Шонев
- Картина на Димитър Шонев
- Картина на Димитър Шонев